# Paro simoni
Paro simoni är en spindelart som beskrevs av Lucien Berland 1942. Paro simoni ingår i släktet Paro och familjen täckvävarspindlar. Inga underarter finns listade i Catalogue of Life.